# Šeovci
Šeovci su naselje u Republici Hrvatskoj u Požeško-slavonskoj županiji, u sastavu grada Požege.

## Zemljopis
Šeovci su smješteni oko 7 km sjeverno od Požega,  susjedna naselja su Alaginci na jugu, Treštanovci na istoku te Turnić zapadu.

## Stanovništvo
Prema popisu stanovništva iz 2011. godine Šeovci su imali 121 stanovnika.
| broj stanovnika | 82    | 85    | 105   | 106   | 129   | 149   | 154   | 144   | 141   | 148   | 164   | 134   | 110   | 110   | 107   | 121   | 102   |
|                 | 1857. | 1869. | 1880. | 1890. | 1900. | 1910. | 1921. | 1931. | 1948. | 1953. | 1961. | 1971. | 1981. | 1991. | 2001. | 2011. | 2021. |